# Stefania evansi
Espèce
Synonymes
- Hyla evansi Boulenger, 1904

Statut de conservation UICN

 DD  : Données insuffisantes
Stefania evansi est une espèce d'amphibiens de la famille des Hemiphractidae.

## Répartition
Cette espèce est endémique du Guyana. Elle  se rencontre dans les régions de Potaro-Siparuni, Haut-Demerara-Berbice et Cuyuni-Mazaruni jusqu'à 1 400 m d'altitude.

## Étymologie
Cette espèce est nommée en l'honneur de Richard Evans.

## Publication originale
- Boulenger, 1904 : Description of a new tree-frog of the genus Hyla, from British Guiana, carrying eggs on the back. Proceedings of the Zoological Society of London, vol. 1904, p. 106 (texte intégral).